# 德国小教堂
德国小教堂（Little Dutch Church）是加拿大哈利法克斯第二古老的建筑物，仅次于圣公会圣保罗堂。它于1756年开工，1760年献堂，并增加了尖顶。它是为德国新教徒而建，是加拿大现存最古老的与德国移民及路德宗有关的地点。1997年公布为加拿大国家历史遗产。

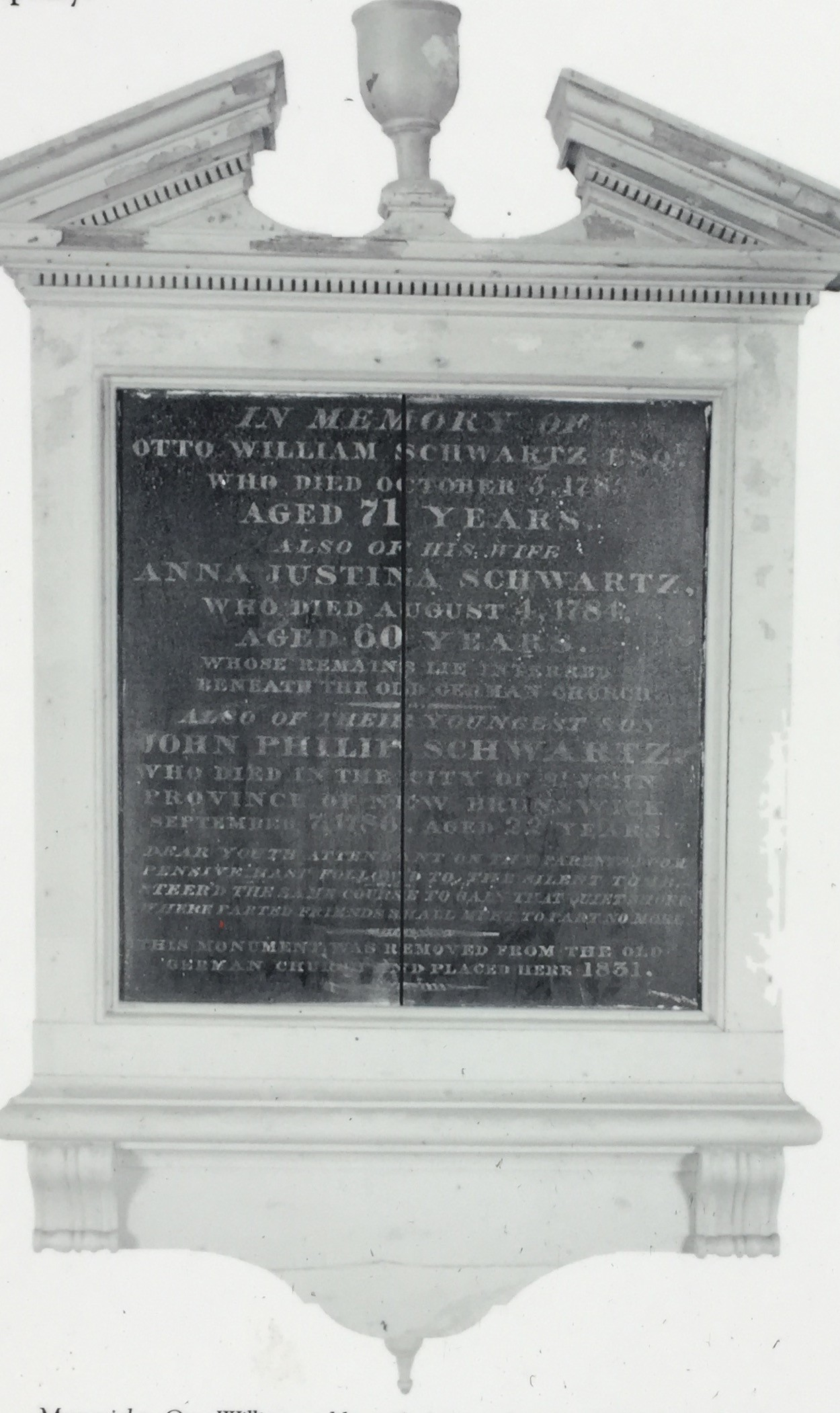
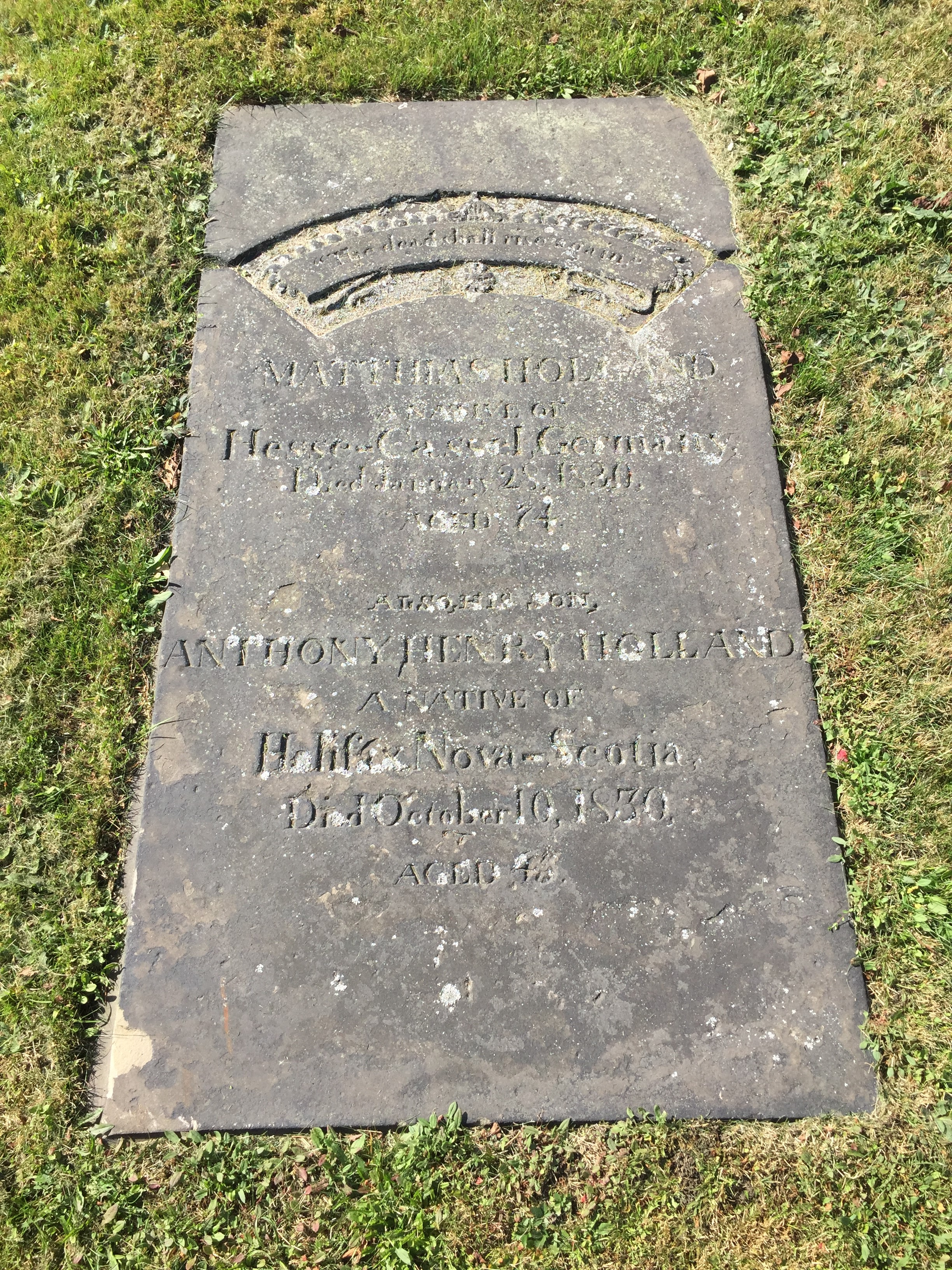
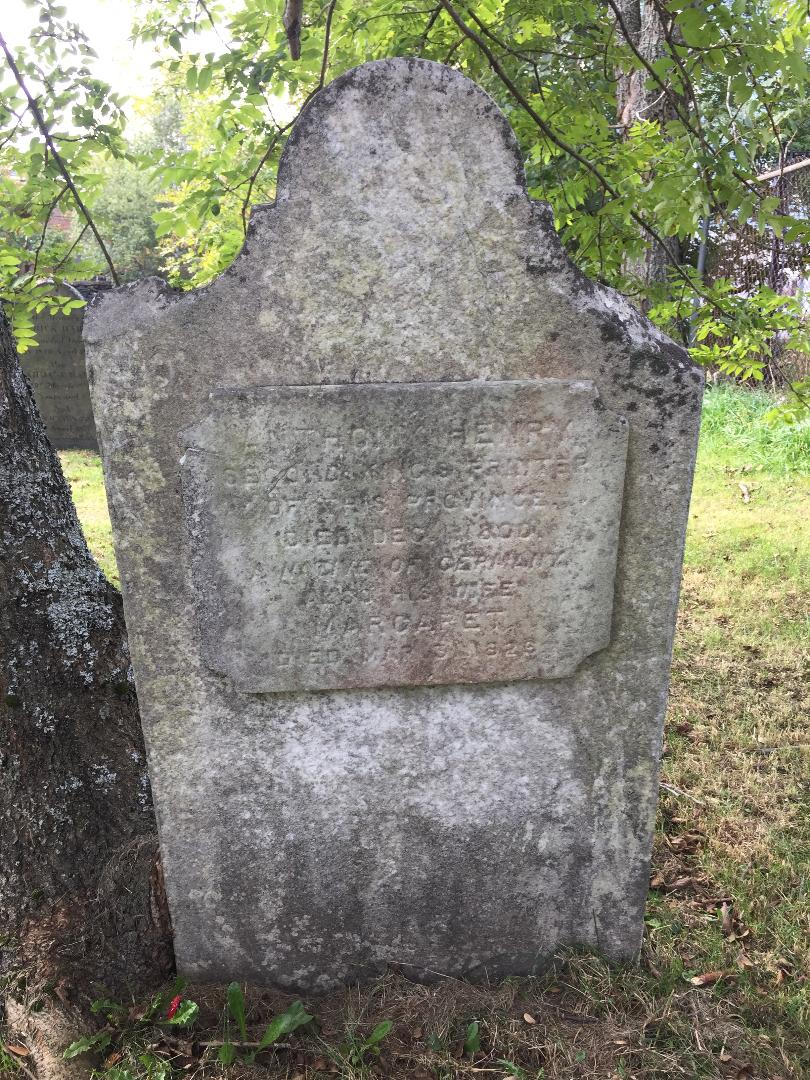
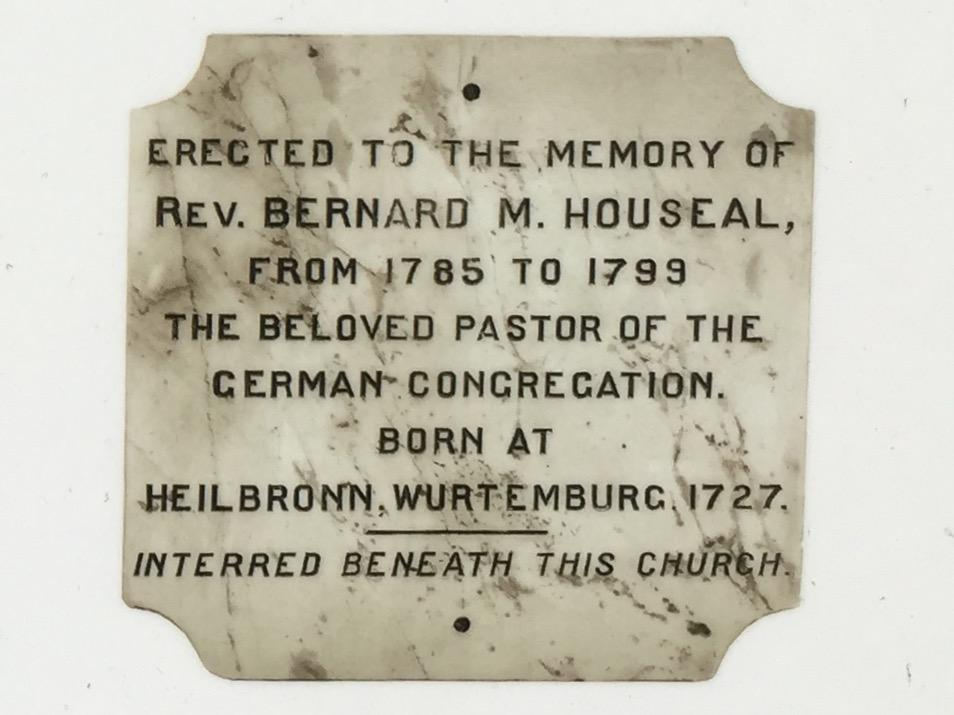